# Butottoribo
Butottoribo ist eine unbewohnte Insel von Palau.

## Geographie
Butottoribo ist ein ganzes Insel-System im Bereich der UNESCO-Welterbestätte Südliche Lagune der Rock Islands, (Chelbacheb-Inseln). Sie gehört zu den Ngeruktabel Islands und ist Teil eines Höhenzuges, der sich im Norden der Hauptinsel Ngeruktabel erstreckt. Die Landzungen der Insel sind durch tiefe Buchten getrennt, und die Insel liegt am Nordrand der Inselgruppe.